# Вагаршян, Лаэрт Вагаршевич
Лаэрт Вагаршевич Вагаршян (арм. Լաերտ Վաղարշի Վաղարշյան; 6 июня 1922, Краснодар — 30 января 2000, Ереван) — советский и армянский кинорежиссёр

, сценарист, педагог, профессор (1982), художник. Директор студии «Арменфильм» (1967—1969). Заслуженный деятель искусств Армянской ССР (1966). Народный артист Армянской ССР (1976).
Первый секретарь Союза кинематографистов Армянской ССР.

## Биография
Родился в семье народного артиста СССР Вагарша Вагаршяна.
В 1942—1946 годах работал ассистентом режиссёра и художником комбинированных съемок на Ереванской киностудии, в 1946—1951 годах — режиссёр-практикант и ассистент режиссёра на киностудии «Мосфильм». В 1946—1948 годах учился на курсах при Театре имени Е. Б. Вахтангова. В 1951 году окончил экстерном режиссерский факультет ВГИК.
В 1967—1969 годах работал директором студии «Арменфильм».
С 1969 года — первый секретарь правления Союза кинематографистов Армянской ССР.
С 1970 года преподавал режиссуру и актёрское мастерство в Ереванском педагогическом институте им. Х.Абовяна (ныне Армянский государственный педагогический университет имени Хачатура Абовяна).
Член КПСС с 1974 года.

## Фильмография
- 1952 — Воды Севана (совм. с Г. Мелик-Авакяном, документальный)
- 1954 — Смотрины (короткометражный)
- 1958 — Песня первой любви (совм. с Ю. Ерзинкяном)
- 1960 — Рождённые жить (соавт. сценария)
- 1965 — Мартирос Сарьян (соавт. сценария, документальный)
- 1968 — Капля меда (соавт. сценария, мультипликационный)
- 1969 — В день победы с друзьями (соавт. сценария, документальный)
- 1970 — 2-Леонид-2 (соавт. сценария)
- 1971 — Письма родным (сценарист, документальный)
- 1971 — Репортаж из Парижа (сценарист, документальный)
- 1973 — Хаос
- 1975 — Сегодня солнечный день (соавт. сценария, документальный)
- 1978 — Ссыльный № 011
- 1983 — Арам Хачатурян (соавт. сценария, документальный)

## Избранная библиография
- Вагаршян Л. Встречи с Сарьяном. М., 1984
- Вагаршян Л. Леонид Енгибаров // Газета «Комсомолец». 1988. 26 апреля
- Вагаршян Л. Воспоминания. Ер., 1999

## Награды
- Орден Трудового Красного Знамени
- 1966 — Заслуженный деятель искусств Армянской ССР
- 1976 — Народный артист Армянской ССР
- 1975 — приз Всесоюзного кинофестиваля в Баку за лучший фильм (Хаос)